# Dyn (Einheit)
Das Dyn ist die CGS-Einheit der Kraft (altgriechisch δύναμις dýnamis).
Ein Dyn entspricht der Kraft, die notwendig ist, um eine Masse von 1 g mit 1 cm/s2 zu beschleunigen:
{\displaystyle {\begin{alignedat}{2}1\ \mathrm {dyn} &=1\ \mathrm {g\cdot {\frac {cm}{s^{2}}}} &&=10^{-5}\ \mathrm {N} \end{alignedat}}}
Das Dyn wurde in der Mitte des 19. Jahrhunderts von der British Association for the Advancement of Science definiert und 1873 als Krafteinheit vereinbart. Es war die erste international verbindliche Einheit der Kraft überhaupt. Da es eine sehr kleine Kraft ist, war auch das Megadyn in Gebrauch, das ziemlich genau der Gewichtskraft einer Masse von 1 kg entspricht (1 Megadyn ≈ 1,02 kp).
Seit dem 1. Januar 1978 ist das Dyn in Deutschland keine gesetzliche Einheit mehr; es wurde durch die SI-Einheit Newton ersetzt.